# Udvalgsvare
En udvalgsvare eller shopping good er en forbrugsvare, der tager en del tid og planlægning at indkøbe. I modsætning til en dagligvare så har udvalgsvaren en længere levetid. I nogle tilfælde kan udvalgsvarer derfor betegnes som varige forbrugsgoder. Eksempler på udvalgsvarer er tøj, sko, radio/tv, bøger og møbler. 
Udvalgsvarer forhandles overvejende i specialbutikker, varehuse og stormagasiner, mens egentlige dagligvarebutikker kun i mindre omfang har udvalgsvarer.
Der skelnes i såvel lukkeloven som planloven mellem dagligvarebutikker, udvalgsvarebutikker og særligt pladskrævende udvalgsvarebutikker. Sidstnævnte omfatter f.eks. byggemarkeder, bilforretninger og havecentre.